# Abbey Park
Abbey Park är en park i Storbritannien.   Den ligger i kommunen City of Leicester och riksdelen England, i den södra delen av landet, 140 km nordväst om huvudstaden London. Abbey Park ligger 73 meter över havet.
Terrängen runt Abbey Park är platt. Runt Abbey Park är det tätbefolkat, med 530 invånare per kvadratkilometer. Närmaste större samhälle är Leicester, 0,83 km söder om Abbey Park. Trakten runt Abbey Park består till största delen av jordbruksmark.